# Abchaziska järnvägen
Den abchaziska järnvägen (abchaziska: Аҧсны Аихамҩа, Apsny Aichamwa; ryska: Абхазская железная дорога, Abchazskaja Zjeleznaja Doroga) är en 221 kilometer lång järnvägslinje längs svartahavskusten. Järnvägen är ansluten till ryska järnvägen i norr och georgiska järnvägen i söder. Dock försvårades förbindelsen med Georgien efter kriget i Abchazien 1992-1993. Järnvägen sköts av bolaget Abchazskaja Zjeleznaja Doroga (abchaziska: Аҧсны Аиҳаамҩа).
År 2010 fanns det ett reguljärt långdistanståg Moskva-Suchumi, linjen mellan Adler och Gagra samt viss frakttrafik.

## Historik
Efter Sovjetunionens fall och skador på den transkaukasiska järnvägens linjer, togs Samtredskojedelen av västra Engurifloden i den Abchaziska järnvägens kontroll.
Bron över Engurifloden sprängdes den 14 augusti 1992, på samma dag som georgiska trupper gick in i Abchazien, vilket anses vara starten på kriget i Abchazien. Förevändningen för att skicka in det georgiska gardets trupper i Abchazien var att skydda järnvägen. Bron byggdes upp, bara för att året därpå sprängas ännu en gång, efter krigets slut.
Spåret mellan Atjigvara och Ingurifloden nedmonterades. Resten av järnvägarna drabbades även dem svårt av kriget, men efter krigets slut återupptogs trafiken igen. Abchaziens järnvägssystem isolerades under 1990-talet, på grund av blockaden som Ryssland införde.
Den 25 december 2002 gjorde Sotji-Suchumi-elektritjkatåget sin första resa sedan kriget, vilket ledde till georgiska protester. Sedan antalet ryska turister i regionen ökade kraftigt under 2000-talet reparerades Psou-Suchumisektionen av Ryssland år 2004, och den 24 september samma år anlände Moskva-Suchumitåget i Abchaziens huvudstad.
Otjamtjire-Suchumi, Sotji-Suchumi och Tqvartjeli-Suchumi elektritjkas, som kördes under vissa perioder efter 2003, fungerade inte efter år 2007 på grund av infrastrukturproblem. Den sista av de regionala avgångarna, Gudauta-Suchumi stängdes under slutet av år 2008. Den 26 juni 2010 återupptogs turerna på linjen mellan Adler-Gagra sedan Don-Prigorid-bolaget tagit över linjen.
Det har funnits förslag på att återuppbygga förstörda delar av järnvägen och att återuppta trafiken mellan Ryssland och transkaukasiska länder som Georgien och Armenien. Den alternativa rutten genom Azerbajdzjan är betydligt mycket längre och dessutom inte tillgänglig för att resa till Armenien på grund av Nagorno-Karabach-konflikten.
Den 15 maj 2009 meddelade den dåvarande ledaren i Abchazien, Sergej Bagapsj, att Abchaziens järnväg och flygplats kommer att föras över i rysk äganderätt under en tioårsperiod, något som ledde till omfattande protester i landet. Enligt den abchaziska mediamogulen och oppositionsledaren Beslan Butba har detta agerande lett till ökade antiryska sympatier i Abchazien.
I dag går det dagligen en rutt från Ryssland till Abchazien, från Adler till Suchumi och återvändande på samma dag.

## Galleri

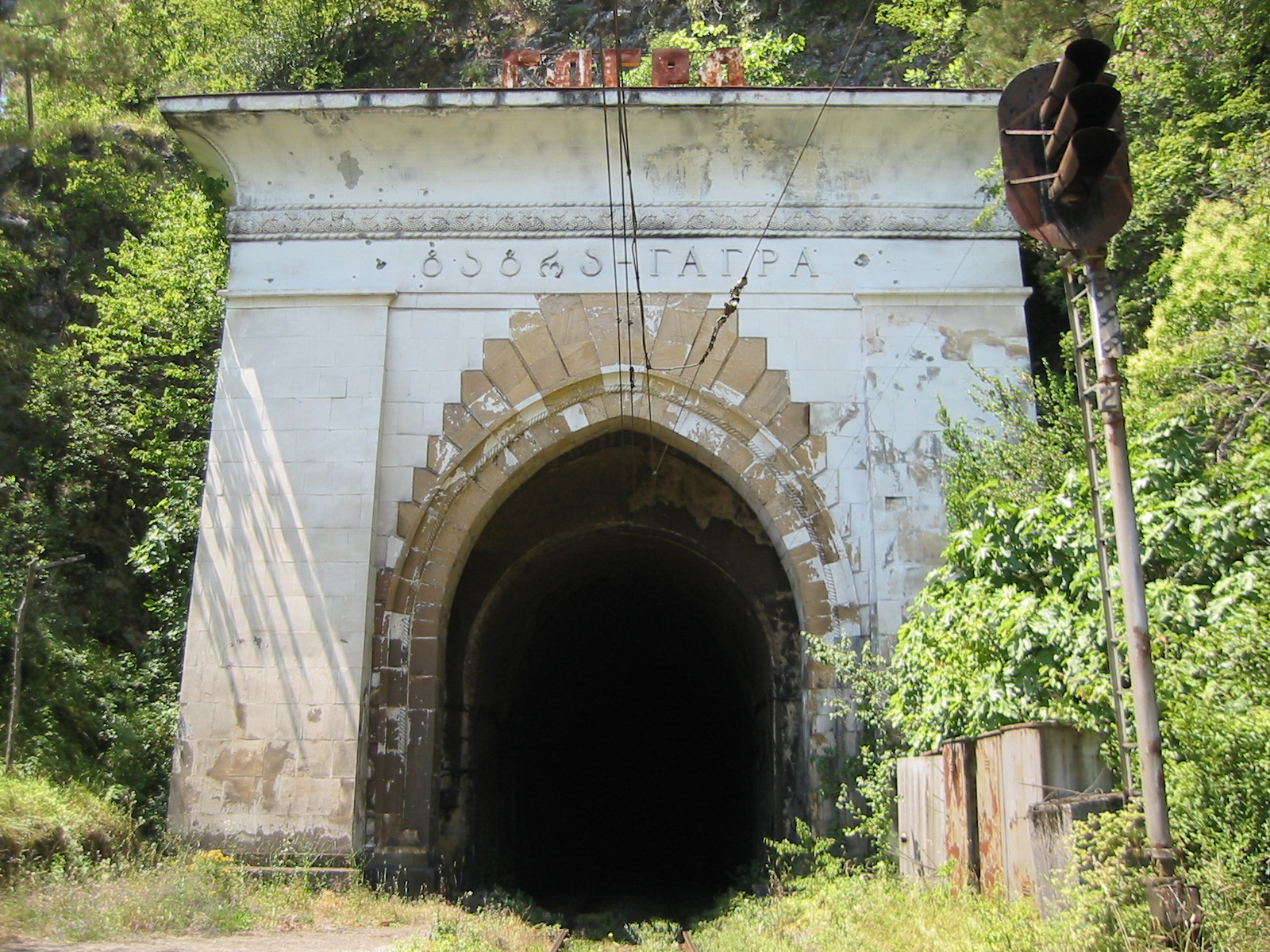
Järnvägstunneln i Gagra
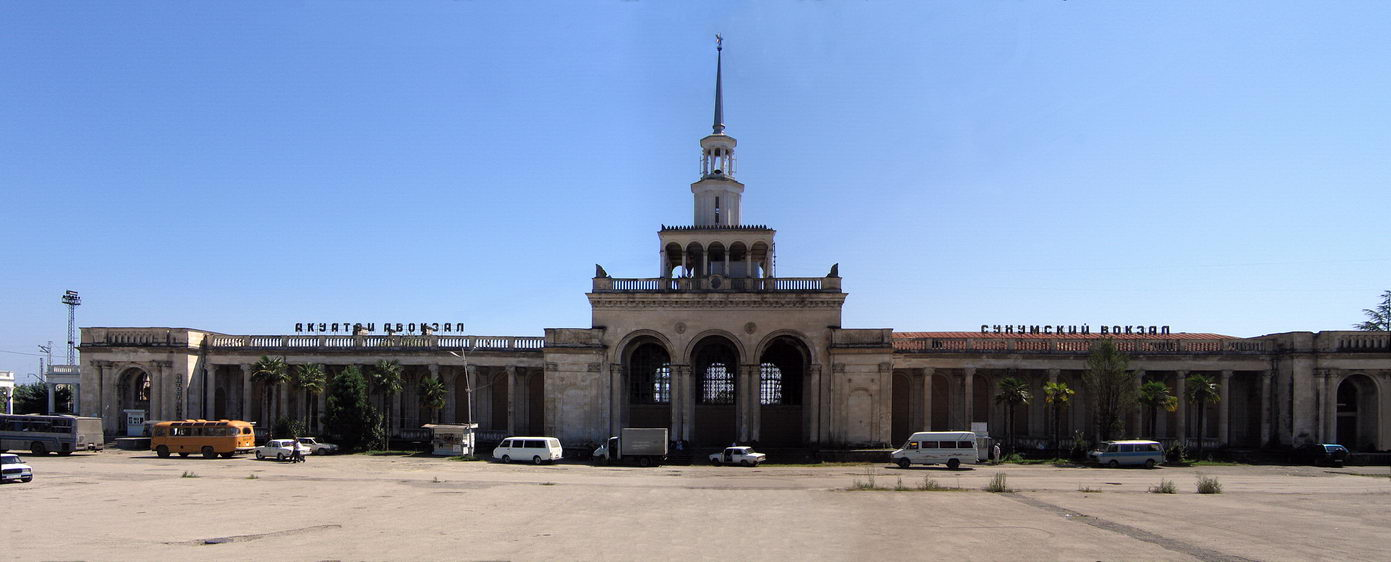
Centralstationen i Suchumi.
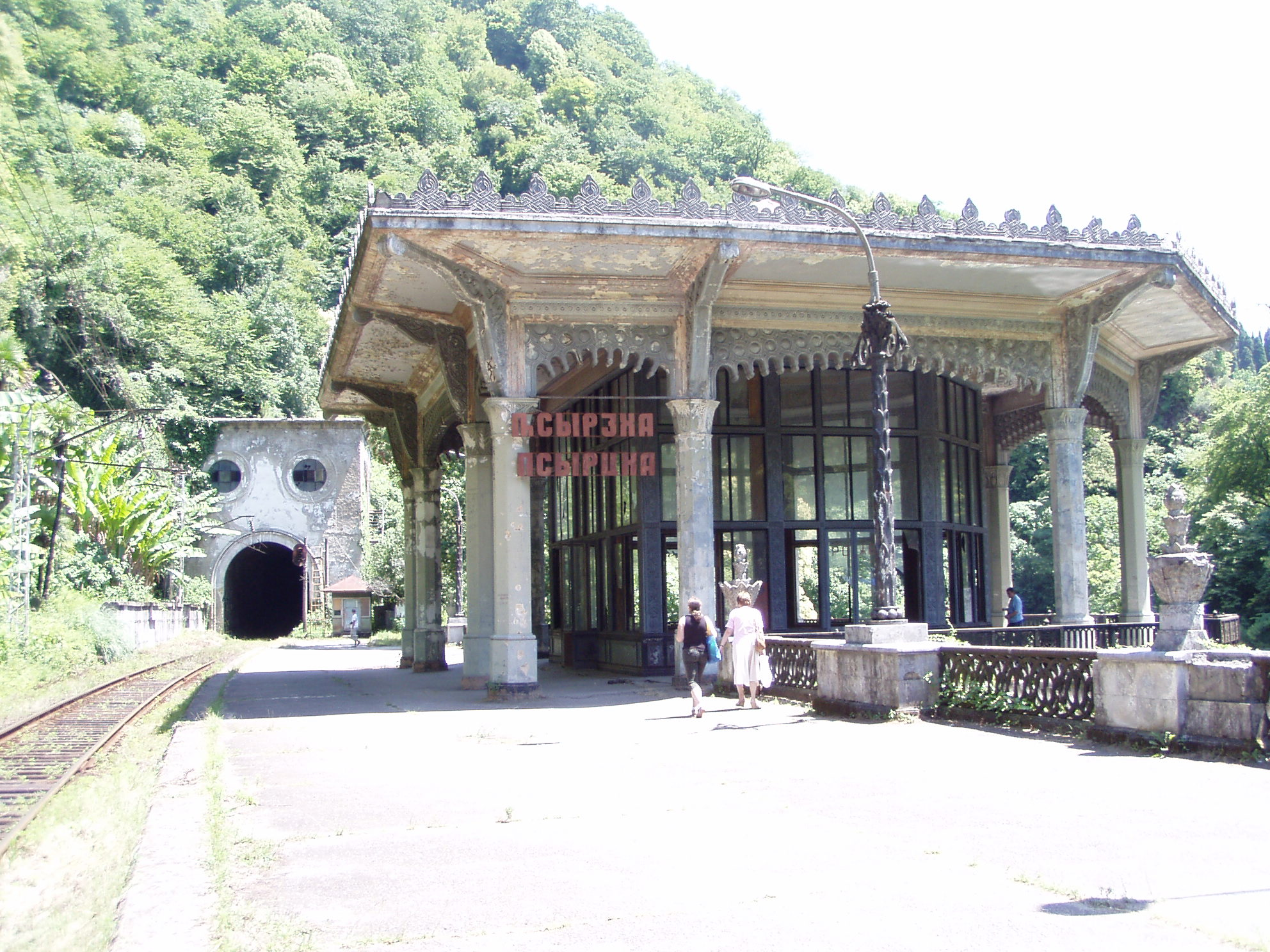
Stationen i Psyrtscha

### Fotnoter
1. ↑  ”АБХАЗСКАЯ ЖЕЛЕЗНАЯ ДОРОГА - ОБЩИЕ СВЕДЕНИЯ” (på ryska). Narod. Arkiverad från originalet den 26 augusti 2011. https://web.archive.org/web/20110826184537/http://sbchf.narod.ru/12/abhjd1.html.
2. ↑  Rimple, Paul (4 augusti 2005). ”Abkhazia and Georgia: Ready to Ride on the Peace Train?” (på engelska). Eurasianet. https://eurasianet.org/abkhazia-and-georgia-ready-to-ride-on-the-peace-train.
3. ↑  ”Прекращено движение поезда Сухум - Гудаута” (på ryska). Abhazia. 8 januari 2008. Arkiverad från originalet den 20 september 2008. https://web.archive.org/web/20080920232409/http://zkvzhd.abhazia.com/?p=news&id=66.
4. ↑  ”Don Prigorod Nyheter” (på ryska). Don Prigorod. Arkiverad från originalet den 4 april 2010. https://web.archive.org/web/20100404014703/http://www.don-prigorod.ru/news/.
5. ↑  ”В Абхазии наблюдается тенденция роста антироссийских настроений: интервью лидера партии ЭРА Беслана Бутбы” (på ryska). Regnum. 22 maj 2009. http://www.regnum.ru/news/1166546.html.
6. ↑  ”Расписание поездов по Абхазской железной дороге” (på ryska). zkvzhd.abhazia.com. Arkiverad från originalet den 25 mars 2011. https://web.archive.org/web/20110325072830/http://zkvzhd.abhazia.com/index.php?p=tt.